# Thomas Allom
 (octobre 2016).
Si vous disposez d'ouvrages ou d'articles de référence ou si vous connaissez des sites web de qualité traitant du thème abordé ici, merci de compléter l'article en donnant les références utiles à sa vérifiabilité et en les liant à la section « Notes et références ».
Thomas Allom, né le 13 mars 1804 à Lambeth (au sud de Londres) et mort le 21 août 1872 à Barnes (à l'ouest de Londres), est un peintre, illustrateur et architecte britannique, un des fondateurs de ce qui deviendra le Royal Institute of British Architects.

## Architecte

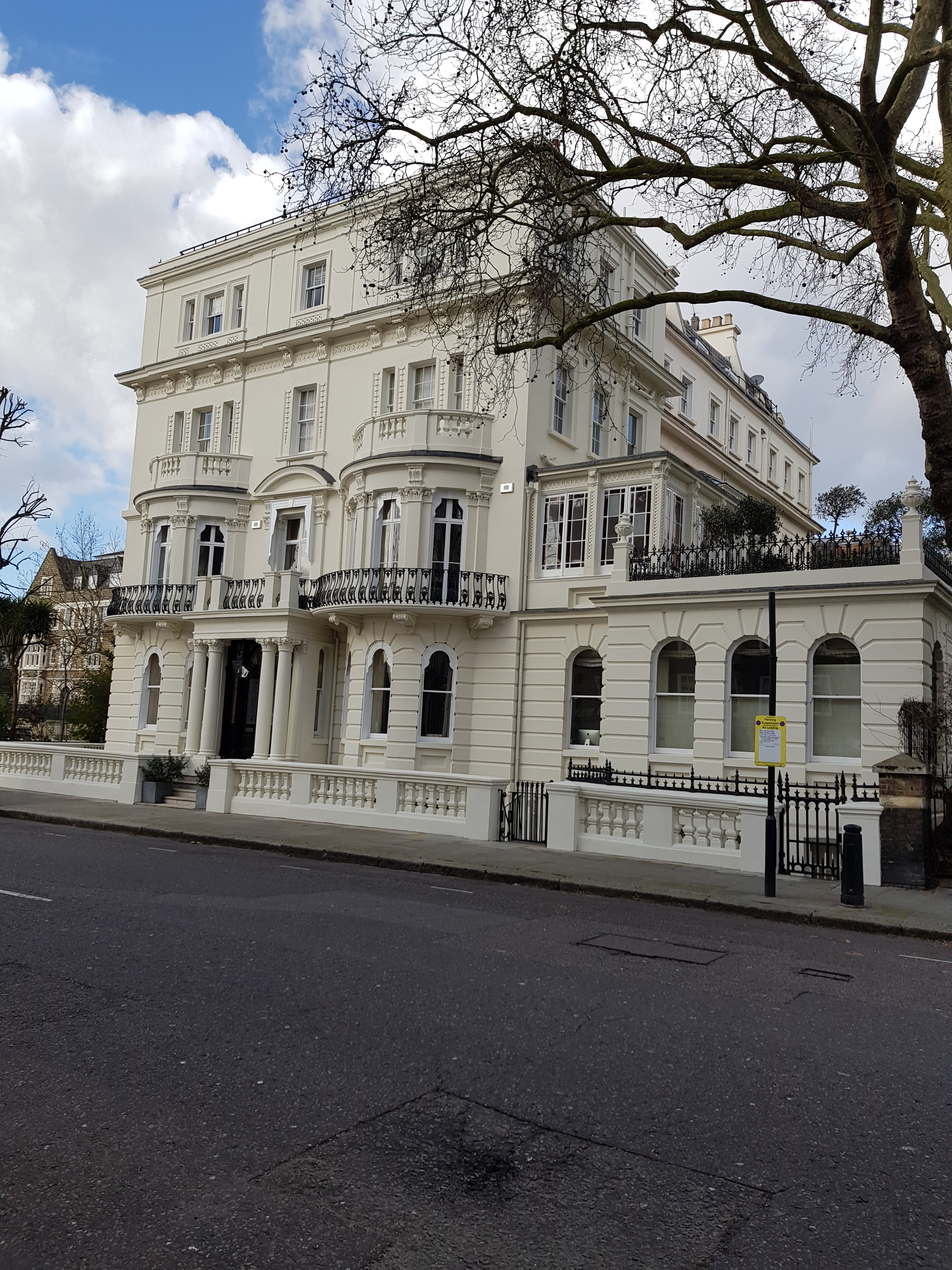
Nos 36-40, Ladbroke Grove et no 24, Kensington Park Gardens, Notting Hill, Londres.

Thomas Allom est le fils d’un cocher du Suffolk. En 1819, il est en apprentissage chez l’architecte Francis Goodwin, avec qui il travaille jusqu’en 1826. Il étudie ensuite à la Royal Academy School. Ses dessins d’églises, présentés dans des expositions en 1824 et 1827 suscitent un intérêt considérable. Il dessine plusieurs immeubles à Londres, un hospice à Kensington (1847), l’église du Christ à Highbury (1850). C'est à lui, en tant qu'architecte de la famille Ladbroke, qu'on doit la configuration du quartier de Notting Hill, l’église Saint-Pierre à Notting Hill (1856) et l’élégant Ladbroke Estate à l’ouest de Londres. Plus loin, il réalise des hospices à Calne, Wiltshire (1847) et à Liverpool, la bibliothèque William Brown (en) également à Liverpool (1857-1860), la tour de l’église Saint Leodegarius à Basford, près de Nottingham (1860). Il travaille aussi avec sir Charles Barry sur de nombreux projets, dont les Houses of Parliament et la réfection du château de Highclere.

## Illustrateur topographique

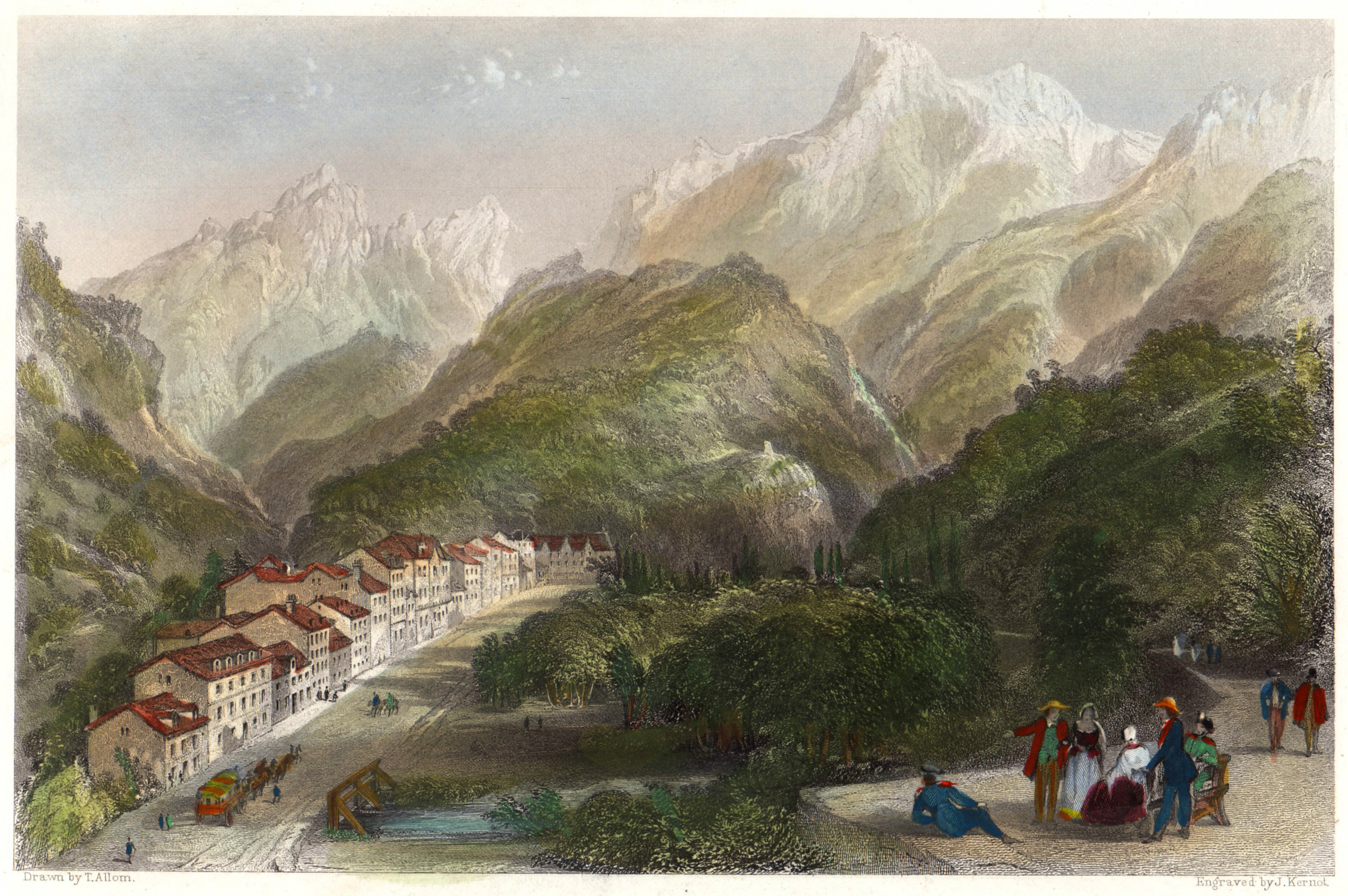
Les Eaux-Bonnes, dans les Pyrénées, dessin de Thomas Allom, lithographié par J. Kernot, vers 1840.

Thomas Allom est surtout connu pour ses dessins topographiques, utilisés pour illustrer des livres de voyage. Dès les années 1820, il voyage intensément dans le Royaume-Uni et en Europe (entre autres dans les Pyrénées), au Moyen-Orient et Extrême-Orient. En 1834, il arrive à Constantinople, et il produit des centaines de dessins de ses voyages en Anatolie, puis la Syrie et la Palestine. Les résultats de cette expédition sont publiés en 1838 dans Constantinople and the Scenery of the Seven Churches of Asia Minor (deux volumes avec un texte de Robert Walsh). Il illustre Character and Costume in Turkey and Italy, d’Emily Reeve (Londres, 1840). Il réalise aussi des dessins en Chine (China Illustrated, 1845).
Souffrant d’une maladie de cœur, Thomas Allom ralentit ses activités artistiques et architecturales dans les années 1860. Il dessine l’église de la Sainte Trinité à Castelnau (sud-ouest de Londres) en 1868, son église paroissiale, à la construction de laquelle il participe avec une contribution de 50 livres. En 1865, il dessine le mausolée du député George Dodd au cimetière de West Norwood.
Thomas Allom meurt à l’âge de 68 ans et est enterré au cimetière de Kensal Green.

## Publications

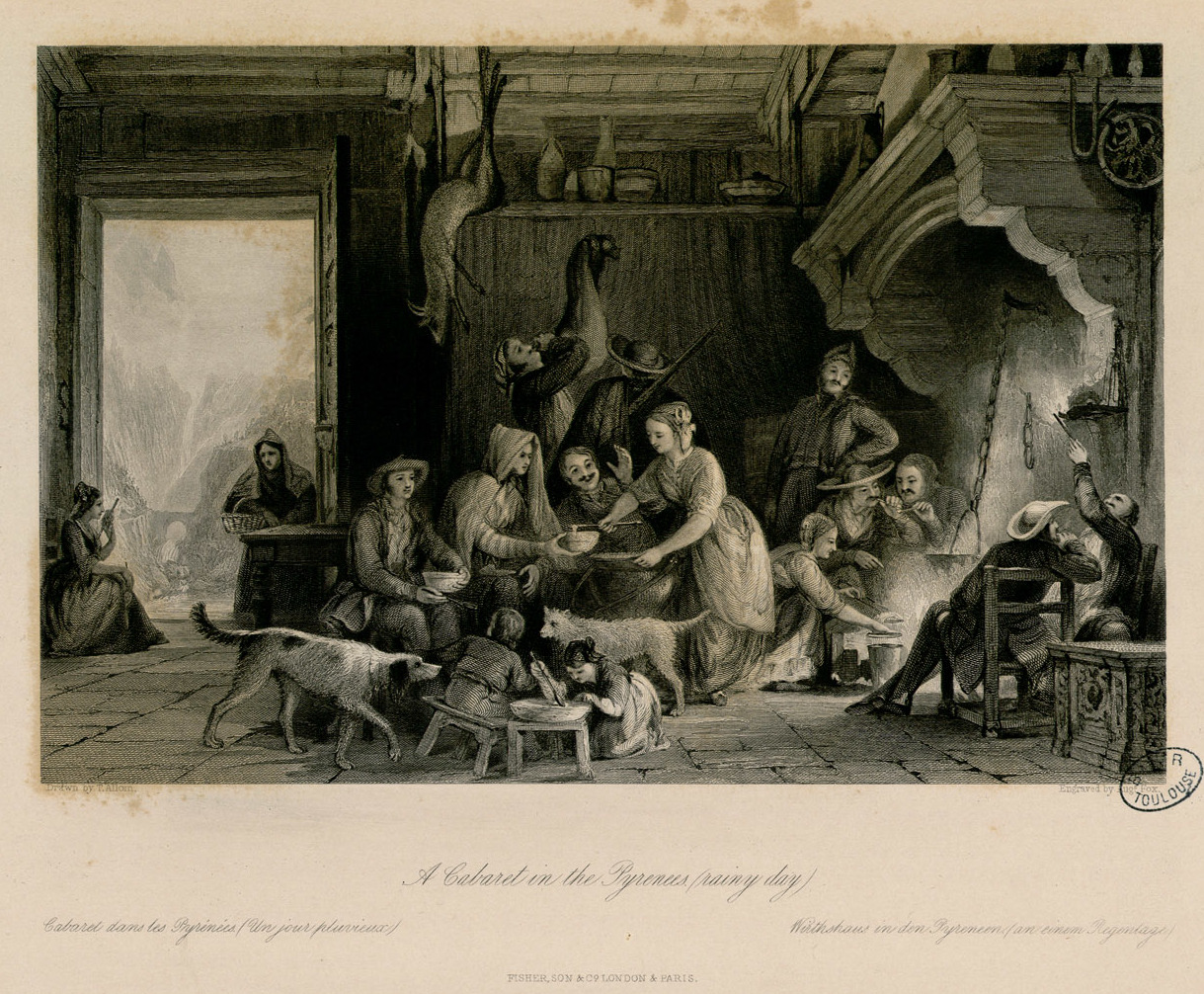
A Cabaret in the Pyrenees (rainy day) en français : Cabaret dans les Pyrénées (Un jour pluvieux), (Bibliothèques de Toulouse).

- Album des Pyrénées, Laffont, 1840, France (16 pl.)
- William Beattie, Caledonia illustrated in a series of views, G. Virtue, 1838, Londres, New York
- Scotland illustrated in a series of views taken expressly for this work by Messrs. T. Allom, W. H. Bartlett, and H. M’Culloch, G. Virtue, 1838, Londres
- Edward Wedlake Brayley, A topographical history of Surrey, G. Willis, 1850, Londres
- Britton, John Cornwall illustrated in a series of views of castles, seats of the nobility, mines, picturesque scenery, towns, public buildings, churches, antiquaries… from original drawings by Thomas Allom, engraved on steel by Le Petit, Miller, Dixon, Starling, Challis, Taylor, Davies, Fisher, 1831, Londres
- Robert Burns, The Complete Works of Robert Burns, G. Virtue, 1842, Londres
- John Carne, Syria, the Holy Land, Asia Minor 3 vol. Fisher, Son & Co. 1836-1840 Londres (120 pl., avec W.H. Bartlett, William Purser), éd. française: La Syrie. La Terre-Sainte, L’Asie Mineure, etc. illustrées id.
- Emily Reeve, Character and costume in Turkey and Italy, Fisher 1839 Londres
- The Countries of Chester, Cumberland and Westmoreland
- Charles-Jean Delille, La France au XIXe siècle, illustrée dans ses monuments et ses plus beaux sites, 3 vol., Fisher (ca. 1850), Londres et H. Mandeville Paris
- Derby and Nottingham 1836
- Devonshire Illustrated 1829
- Léon Galibert, L’Empire Ottoman illustré Fisher, sd Paris
- Esther Gallwitz, (éd.) Istanbul, Insel, 1981, Francfort-sur-le-Main (Insel Taschebuch no 530)
- Olivier Goldsmith, Histoire d’Angleterre Houdaille, 1837, Paris
- Mrs. Gore (Catherine Grace Frances), Paris in 1841 Longman, Brown, Green Londres et Longmans Philadelphie, Lea and Blanchard 1842 (21 pl.)
- Giuseppe La Farina, La China considerata nella sua storia… 4 vol. Luigi Bardi Editore, 1843-1847, Florence
- Thomas Roscoe, Belgium: in a picturesque tour (16 pl.) Longman, Orme, Brown, Green, and Longmans, 1841, Londres, Appleton, 1841, New York
- Thomas Rose, Westmorland, Cumberland, Durham and Northumberland Fisher, Fisher and Jackson 1833 Londres, éd. allem.: Wanderungen im Norden von England mit Ansichten der Landsee- und Gebirg-Gegenden der Grafschaften Westmorland, Cumberland, Durham und Northumberland Asher 1834 Berlin (72 pl.)
- Views in the Tyrol, from drawings by T. Allom, after original sketches by Johanna v. Isser geb. Grossrubatscher, with letterpress descriptions, by a companion of Hofer, William Tombleson & Co., 1836, Londres, Black & Armstrong Londres (46 pl.)
- Rev. Robert Walsh, Constantinople and the scenery of the seven churches of Asia Minor illustrated Fisher, Son & Co., 1838, London. Paris, éd. allem.: Constantinopel und die malerische Gegend der sieben Kirchen in Kleinasien. Nach der Natur gezeichnet von Thomas Allom. Nebst einer kurzen Geschichte Constantinopels und Erklärung der Stahlstiche von Robert Walsh, Georg Westermann, 1841, Braunschweig, Hartung 1854 Leipzig, (30 pl.) rééd: E.B.-Verlag Rissen 1986 Hamburg
- Rev. George Newenham Wrigh, China, in a series of views, displaying the scenery, architecture and social habits, of that ancient empire Fisher, Son, & Co. 1843 Londres, P. Jackson, Londres, The London printing and publishing company, éd. française: L’Empire d’après des Dessins pris sur les Lieux. Avec les Descriptions des Mœurs, des Coutumes, de L’Architecture, de L’Industrie &c. du Peuple Chinois depuis les Temps les plus Reculés jusqu’à nos Jours, Fisher, Son & Co., 1845, Londres, Paris, éd. allemande: China, historisch, romantisch, malerisch, Kunst-Verlag, 1843-1844, Karlsruhe (34 pl.)
- France illustrated, Fisher, Son & Co. 1845, Londres, éd. française : id. 1847, Paris